# الرحيل عند الغروب
الرحيل عند الغروب هي رواية من تأليف الكاتب السوري حنا مينه صدرت عن دار الآداب للنشر والتوزيع عام 1992.

## موضوع الرواية
تدور أحداث رواية الرحيل عند الغروب حول بحار متقدم في العمر قضى جل حياته في عرض البحر وحسبه صديقه الوفي إلى أن قرر في إحدى الليالي أن يغامر بالغوص في مياه البحر ليلا بحثا عن عروس البحر التي حسبها تنتظره.

## شخصيات الرواية
- فاطر اللجاوي: بحار مخضرم يشرب الخمر ويتعاطى الحبوب المهدئة ويرفض كل أشكال السلطة.
- أبو خضر: صديق فاطر الذي ينتظره على الشاطئ.
- سلافة: عشيقة فاطر اللجاوي.

## مقتطفات من الرواية
- «أتجمد وأغوص دون أن أطفو ثانية، إنه الفرق بين الموت اختناقاً والرسو في القاع ومن ثم الانتفاخ وعومان الجثة شلواً تتقاذفها الأمواج إلى أن يطرح البحر جثتي الشوهاء، المزرقة، في مكان ما على هذا الشاطئ الذي اجتزته، في تحدّ صارخ، على مملكة مائه التي لا حدّ لاتساعها وعمقها واصطحابها وهولها.»

## أنظر أيضًا
- قائمة مؤلفات حنا مينه

## وصلات خارجية
- صفحة رواية الرحيل عند الغروب على موقع جود ريدز